# 奥津由三
奥津 由三（おくつ ゆうぞう、1938年1月22日 - 2022年12月16日）は、日本の俳優。本名、奥津 雄蔵（読み同じ）。
吉本新喜劇、コマ新喜劇に出演していた。

## 芸歴
大阪府大阪市出身。学生時代から北野劇場に足を運び、佐々十郎、大村崑の活躍に憧れる。
中学卒業後バーテンを経て北野劇場のダンスオーディションに受けるも身長などを理由に不合格となる。
1959年4月に憧れの十郎、崑のいる吉本ヴァラエティ（のちの吉本新喜劇）の第一期の研究生として合格。同期に市岡輝夫（のちの岡八朗）、マドンナの藤井信子、等がいる。
当初は奥津雄三を名乗ったが、のちに奥津由三と改名。小さな体で「チャボチャボ」呼ばれ副座長格で活躍した。
1970年に退団し、ライバルの大宝芸能（のちの大宝企画）に移籍しトップホットシアターの「コマ新喜劇」に出演し芦屋小雁、赤井タンク等と共に活躍した。
1978年からは経営不振により芸人が自主興行する形を取っていた名古屋市の大須演芸場で、席亭に代わる興行主の芸人として表に出ていた。
芸界引退後は観光バスの添乗員をしていた。2020年4月の弟子のブログに「元気にしていました」と書かれている。
弟子のツイッターアカウントに、2022年12月16日に亡くなったことが報告された。

## 人物
妻は吉本新喜劇の女優の司芙美。弟子は漫才コンビのマスコミQ・PのマスコミQ（元「空たかい・ひくい」のひくい）がいる。この男性と同一かは不明であるが、1979年に弟子入りした男性が2020年に二代目を名乗り「あそ雄三・阿蘇一番」ほかの名義で中京地区で司会・演歌歌手として活動している。
趣味は韓国旅行。